# Toma Nikiforov
Toma Nikiforov (*25. ledna 1993 Schaerbeek, Belgie) je belgický zápasník–judista bulharského původu.

## Sportovní kariéra
Narodil se na předměstí Bruselu v Schaerbeeku do bulharské rodiny. Jeho otec Nikolaj Nikiforov odešel z Bulharska v roce 1991 zápasit za klub Crossing Schaerbeek. S judem začínal po boku svého otce v útlém věku. Mezi seniory se pohybuje od roku 2013 v polotěžké váze do 100 kg. V roce 2016 se kvalifikoval na olympijské hry v Riu. Jako jeden z favoritů na olympijskou medaili však takticky nezvládl zápas úvodního kola s Gruzíncem Bekou Gvinyjašvilim.

### Vítězství
- 2014 - 3x světový pohár (Praha, Madrid, Havana)
- 2017 - 1x světový pohár (Düsseldorf)

## Výsledky

### Váhové kategorie
| Olympijské hry     |    |   |    | —   |    |     |    | úč. |     |    |    |     |    |  |  |  |  |  |  |  |  |  |  |  |  |  |  |
| Mistrovství světa  | —  | — | —  |     | —  | úč. | 3. |     | 7.  | —  | —  |     |    |  |  |  |  |  |  |  |  |  |  |  |  |  |  |
| Evropské hry       |    |   |    |     |    |     | 3. |     |     |    | 7. |     |    |  |  |  |  |  |  |  |  |  |  |  |  |  |  |
| Mistrovství Evropy | —  | — | —  | —   | 7. | 5.  | 3. | 2.  | úč. | 1. | 7. | úč. | 1. |  |  |  |  |  |  |  |  |  |  |  |  |  |  |
| ME do 23 let       | —  | — | —  | úč. | —  | —   | —  |     |     |    |    |     |    |  |  |  |  |  |  |  |  |  |  |  |  |  |  |
| MS juniorů         | —  | — | 7. |     | 3. |     |    |     |     |    |    |     |    |  |  |  |  |  |  |  |  |  |  |  |  |  |  |
| ME juniorů         | —  | — | 3. | 2.  | 3. |     |    |     |     |    |    |     |    |  |  |  |  |  |  |  |  |  |  |  |  |  |  |
| MS dorostenců      | 2. |   |    |     |    |     |    |     |     |    |    |     |    |  |  |  |  |  |  |  |  |  |  |  |  |  |  |
| ME dorostenců      | 2. |   |    |     |    |     |    |     |     |    |    |     |    |  |  |  |  |  |  |  |  |  |  |  |  |  |  |

### Bez rozdílu vah
| Turnaj            | 2009 | 2010 | 2011 | 2012 | 2013 | 2014 | 2015 | 2016 | 2017 |
| Turnaj            | 16   | 17   | 18   | 19   | 20   | 21   | 22   | 23   | 24   |
| ----------------- | ---- | ---- | ---- | ---- | ---- | ---- | ---- | ---- | ---- |
| Mistrovství světa |      | —    | —    |      |      |      |      |      | 2.   |